# Сено (провінція)
Сено (фр. Séno) — одна з 45 провінцій Буркіна-Фасо. Входить до складу регіону Сахель. Адміністративний центр провінції — місто Дорі. Площа провінції становить 6 863 км².

## Населення
За даними на 2013 рік чисельність населення провінції становила 326 896 осіб.
 Динаміка чисельності населення провінції по роках: 
| 1996   | 1997   | 2005   | 2006   | 2013   |
| ------ | ------ | ------ | ------ | ------ |
| 201760 | 202972 | 254513 | 264815 | 326896 |

## Адміністративний поділ
В адміністративному відношенні поділяється на 6 департаментів:
- Бані
- Дорі
- Фалагунту
- Горгаджі
- Сампельга
- Сейтенга